# Flughafen N’Djamena

i8
i11
i13
Der Flughafen N’Djamena (bis 1973 Flughafen Fort-Lamy auch Hassan-Djamous-Flughafen, englisch N’Djamena International Airport, französisch Aéroport international de N’Djaména, IATA-Code: NDJ, ICAO-Code: FTTJ) ist ein Flughafen im Nordwesten der Stadt N’Djamena im Tschad. Er trägt den Beinamen des ehemaligen Kommandanten der Luftwaffe des Tschad, Hassan Djamous. Die nationale Fluggesellschaft Toumaï Air Tchad unterhält hier ihre Basis.
Auf dem Flughafen befindet sich die Basis der Luftwaffe des Tschad. Auf der anderen Seite findet sich der für den Passagierbetrieb genutzte Teil des Flughafens.

## Zwischenfälle
- Am 11. November 1952 verunglückte eine Douglas DC-4/C-54A der Union Aéromaritime de Transport (UAT) (Luftfahrzeugkennzeichen F-BFVO) in der Nähe des Tschadsees, etwa 120 Kilometer nordnordwestlich des Startorts Fort-Lamy (heute N’Djamena) zu Beginn des Fluges nach Beirut. Vier der fünf Besatzungsmitglieder und der einzige Passagier kamen ums Leben.[1]

- Am 3. Juni 1955 überschlug sich eine Douglas DC-4/C-54A der UAT (Kennzeichen F-BFVT) bei der Landung auf dem Flughafen Fort-Lamy. Sie soll während eines Gewitters beim Aufsetzen von einem Blitz getroffen worden sein.[2] Die dreiköpfige Besatzung des aus Douala kommenden Frachtflugs kam dabei ums Leben.[3]

- Am 15. Februar 1963 wurde eine Nord Noratlas 2501 der Französischen Luftstreitkräfte (FrAF 48) auf dem Flughafen Fort-Lamy durch ein beim Betanken ausgebrochenes Feuer zerstört. Personen kamen nicht zu Schaden.[4]

- Am 22. November 1989 brach bei einer Douglas DC-4/C-54A-10-DC der Air Chad (TT-EAF) während der Landung auf dem Flughafen N’Djamena das Bugfahrwerk zusammen. Personen kamen nicht zu Schaden. Das Flugzeug wurde irreparabel beschädigt.[5]

- Am 24. Juli 2001 wurde mit einer Vickers Viscount 802 der Transtel aus Swasiland (3D-OHM) auf dem Flughafen N’Djamena der Start abgebrochen, allerdings bei der viel zu hohen Geschwindigkeit Vr. Das Flugzeug geriet seitlich von der Startbahn ab, wobei es irreparabel beschädigt wurde. Alle drei Insassen, zwei Besatzungsmitglieder und ein Passagier, überlebten.[6][7]